# Valery Chaplygin
Valery Andreyevich Chaplygin (em russo:  Валерий Андреевич Чаплыгин) (nascido em 23 de maio de 1952) é um ex-ciclista soviético.
Competiu para a União Soviética nos Jogos Olímpicos de Verão de 1976, em Montreal, onde conquistou uma medalha de ouro na prova de contrarrelógio (100 km).